# Wolfrad von Treffen
Graf Wolfrad von Treffen (auch: Wolfrad von Abensberg) († 1181) stammte aus einem alten alemannischen Adelsgeschlecht, welches sich von Altshausen, von Veringen und von Isny nannte. Wolfrad wurde um 1125 als zweiter Sohn des Grafen Mangold von Veringen geboren und heiratete Hemma von Friesach – eine Verwandte der hl. Hemma von Gurk und letzte ihres Namens. Er nannte sich ab nun nach seiner Burg Treffen (Kärnten) bei Villach und begründete das Geschlecht derer von Treffen/Treven. Er hatte noch Besitzungen in seiner schwäbischen Heimat – darunter die Vogtei über das Kloster Isny – sowie in Kärnten und auch 100 Huben in der Oststeiermark, wo er das Dorf Wenigzell gründete und kolonisierte.
Wolfrad von Treffen verstarb um 1181, und da sein einziger Sohn Ulrich II. von Abensberg von 1161 bis 1182 Patriarch von Aquileia war, wurden seine Besitzungen nach seinem Tod zerteilt. Seine Tochter Willibirg war mit dem Grafen Heinrich von Lechsgemünd verheiratet, der 1207 alle seine Besitzungen mit einigen Ausnahmen an den Salzburger Erzbischof verkaufte.